# Derrick May
Derrick May, även känd som Mayday och Rhythim is Rhythim, född 1963 i Detroit, är en amerikansk musiker. Han anses vara medgrundare med Juan Atkins och Kevin Saunderson till techno och specifikt detroit-techno. De tre växte upp i Belleville, Michigan och är därför kända som The Belleville Three. Mays karriär startade 1987 då skivan Nude Photo släpptes. Ett år senare släppte han Strings of Life som kom att bli en kultlåt inom technohistorian. Sedan 1993 har May inte gjort en egen produktion. May ser sin egen musik som Hi-Tek Soul, där George Clinton möter Kraftwerk. 